# Carville Benson

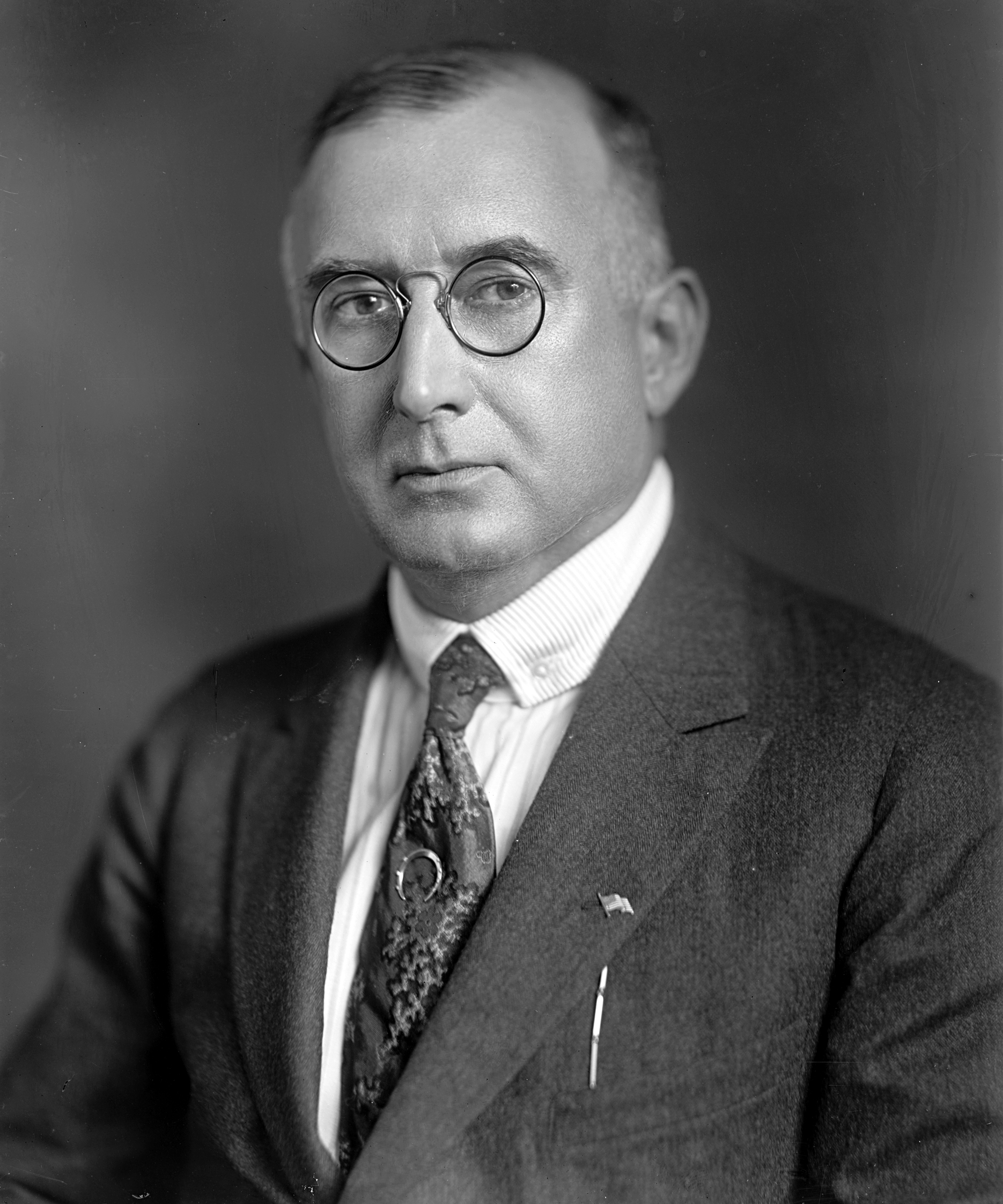
Carville Benson

Carville Dickinson Benson (* 24. August 1872 bei Halethorpe, Baltimore County, Maryland; † 8. Februar 1929 in Baltimore, Maryland) war ein US-amerikanischer Politiker. Zwischen 1918 und 1921 vertrat er den Bundesstaat Maryland im US-Repräsentantenhaus.

## Werdegang
Carville Benson besuchte die öffentlichen Schulen in Baltimore und studierte danach bis 1890 an der Lehigh University in Bethlehem (Pennsylvania). Nach einem anschließenden Jurastudium an der Baltimore University und seiner 1893 erfolgten Zulassung als Rechtsanwalt begann er in Baltimore in diesem Beruf zu arbeiten. Gleichzeitig schlug er als Mitglied der Demokratischen Partei eine politische Laufbahn ein. Zwischen 1904 und 1910 sowie nochmals im Jahr 1918 saß er im Abgeordnetenhaus von Maryland, dessen Präsident er im Jahr 1906 war. Von 1912 bis 1914 gehörte er dem Staatssenat an.
Nach dem Tod des Abgeordneten Joshua Talbott wurde Benson bei der fälligen Nachwahl für den zweiten Sitz von Maryland als dessen Nachfolger in das US-Repräsentantenhaus in Washington, D.C. gewählt, wo er am 5. November 1918 sein neues Mandat antrat. Nach einer Wiederwahl konnte er bis zum 3. März 1921 im Kongress verbleiben. In den Jahren 1919 und 1920 wurden der 18. und der 19. Verfassungszusatz ratifiziert. Dabei ging es um das Verbot des Handels mit alkoholischen Getränken bzw. die bundesweite Einführung des Frauenwahlrechts.
Im Jahr 1920 wurde Carville Benson nicht wiedergewählt. Nach dem Ende seiner Zeit im US-Repräsentantenhaus praktizierte er wieder als Anwalt in Baltimore. Seit 1924 war er Versicherungsbeauftragter des Staates Maryland. Er starb am 8. Februar 1929 in Baltimore, wo er auch beigesetzt wurde.